# DERSA

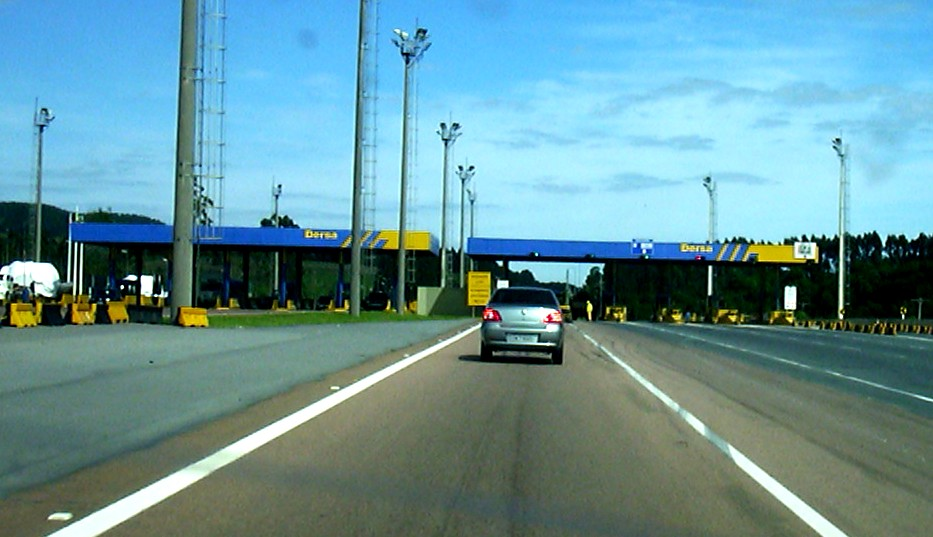
Antigo pedágio do DERSA na Rodovia Dom Pedro I, em Itatiba, antes da rodovia ser concedida à iniciativa privada.

A DERSA - (Desenvolvimento Rodoviário S.A.) foi uma empresa de economia mista brasileira, controlada pelo Governo do Estado de São Paulo, cujo objetivo é construir, operar, manter e administrar rodovias e terminais intermodais, alguns deles através de remuneração por meio de praças de pedágio.

## História
A Dersa foi fundada em 26 de maio de 1969, com a finalidade de proceder aos estudos de implantação, projeto e construção de uma nova ligação entre São Paulo e a Baixada Santista, tendo em vista que a Via Anchieta e a Rodovia Caminho do Mar, ambas sobre seu controle operacional, esta última datada do século XIX, estavam em vias de saturação.
O resultado foi a inauguração, em 1976 da Rodovia dos Imigrantes, celebrada até hoje como um dos maiores exemplos da vanguarda da construção civil brasileira. Com a construção desta rodovia, a empresa ganhou um grande know-how neste setor de planejamento, projeto e construção de rodovias com traçados modernos e eficientes, o que foi um feito, pois a rodovia vence quase 800 metros de declive entre o Planalto Paulista e o litoral, consubstanciado na Serra do Mar, que, na verdade, não se trata de uma serra, mas sim de uma cadeia de escarpas, formando o que ficou conhecido como Sistema Anchieta-Imigrantes de rodovias.
Findos os trabalhos de construção da pista ascendente da Rodovia dos Imigrantes, o Governo do Estado de São Paulo decidiu aproveitar toda esta experiência acumulada para a construção de uma nova ligação entre São Paulo e Campinas, com os mesmos parâmetros de qualidade e segurança utilizados no primeiro projeto, para aliviar o também saturado tráfego da Via Anhanguera, que também passou para seu controle, cujas obras se iniciaram ainda em 1976.
Assim, em 1978, foi inaugurada a Rodovia dos Bandeirantes, com um traçado moderníssimo, semelhante ao da Rodovia dos Imigrantes, embora seu projeto tenha tido um facilitador em relação ao da rodovia à Baixada Santista, que foi a ausência da Serra do Mar no seu caminho, formando o Sistema Anhanguera-Bandeirantes.
Satisfeito com os resultados, o Governo do Estado resolveu conceder à Dersa a construção e exploração de mais uma rodovia, que rumaria para o Vale do Paraíba, a fim de desafogar o trânsito na Rodovia Presidente Dutra.
O primeiro trecho desta rodovia, batizada na sua inauguração de Rodovia dos Trabalhadores, teve suas obras iniciadas em junho de 1980, sendo inaugurada em abril de 1982, ligando a capital a cidade de Guararema, num traçado de 50 quilômetros, além de um acesso à Rodovia Presidente Dutra, com mais 5 quilômetros (Rodovia José Roberto Magalhães Teixeira).
Nesta mesma época, o Governo do Estado passou para a administração da Dersa a Rodovia Dom Pedro I, que liga Campinas à Jacareí, incumbindo a nova administradora de realizar as obras de duplicação desta rodovia e de extensão para a então Rodovia dos Trabalhadores, visto que esta desembocava na Rodovia Presidente Dutra, e adequá-la aos padrões das demais rodovias por ela administrada.
Junto com a Rodovia dos Trabalhadores, foi inaugurada a Rodovia Hélio Smidt, ligação entre a nova rodovia, a Rodovia Presidente Dutra e o Aeroporto Internacional de Guarulhos.
Em 1989, o Governo do Estado de São Paulo passou para a responsabilidade da Dersa a operação, implementação e construção de todos os terminais intermodais de carga sob a jurisdição do Estado de São Paulo. Com isso, a Dersa assumiu a responsabilidade pela operação do Porto de São Sebastião, e das travessias marítimas por balsa entre Santos e Guarujá, entre Guarujá e Bertioga, entre São Sebastião e Ilhabela, entre as áreas insular e continental deCananéia, entre Cananéia e Ilha Comprida, entre Iguape e a reserva Ecológica da Juréia e entre Iguape e Ilha Comprida, esta última desativada em 2001, com a inauguração de uma ponte ligando estas duas cidades.
Já no ano de 1990, o Governo do Estado decidiu dar início à segunda fase da implementação da então Rodovia dos Trabalhadores, extensão esta que recebeu a denominação de Rodovia Carvalho Pinto, inaugurada em dezembro de 1994, ligando a cidade de Guararema à cidade de Taubaté, facilitando o acesso às cidades do litoral norte do estado e às principais cidades do Vale do Paraíba (São José dos Campos e Taubaté), permitindo que, partindo-se da capital, se chegue a estes destinos sem a utilização da saturada Rodovia Presidente Dutra.
Com a inauguração da Rodovia Carvalho Pinto, e com o rebatismo da então Rodovia dos Trabalhadores para Rodovia Ayrton Senna, surgiu o terceiro sistema administrado pela Dersa, o primeiro totalmente implementado por esta, o Sistema Ayrton Senna-Carvalho Pinto.
Já no ano de 1998, dentro do Programa Estadual de Desestatização, foram concedidas à iniciativa privada os sistemas Anchieta-Imigrantes e Anhanguera-Bandeirantes, para exploração durante 30 anos, repassando para as concessionárias a responsabilidade de conclusão dos projetos originas destes sistemas, que seriam a construção da pista ascendente da Rodovia dos Imigrantes (inaugurada em 2001) e o prolongamento da Rodovia dos Bandeirantes até o município de Limeira (inaugurada em 2004).
Foram vencedores das concessões as empresas AutoBAn Sistema Anhanguera-Bandeirantes e Ecovias dos Imigrantes Sistema Anchieta-Imigrantes.
Em 1998, a Dersa foi incumbida de seu mais novo desafio: a implementação do Rodoanel Mário Covas, uma rodovia circular, de 170 quilômetros, que circundará a Região Metropolitana de São Paulo, cortando todas as rodovias que chegam e saem da capital, evitando que veículos em trânsito passem por dentro da área urbana da capital. O primeiro trecho, o Oeste, foi inaugurado em 2002, e corta as rodovias Anhanguera, Bandeirantes, Castelo Branco, Raposo Tavares e Régis Bittencourt, num traçado de 32 quilômetros.
O segundo trecho, o Sul, que interliga o trecho Oeste às rodovias Anchieta e Imigrantes, foi inaugurado em 2010.
Como o trecho Leste está sendo construído pela iniciativa privada, o próximo trecho a cargo da Dersa será o trecho Norte, com previsão de início das obras para o ano de 2012.

### Controvérsias
Em 2010, o promotor do Caso Richthofen chegou a levantar suspeitas sobre o patrimônio do engenheiro assassinado em 2002, Manfred Von Richthofen. Manfred havia largado a iniciativa privada em 1999 para ingressar na DERSA, sendo diretor da estatal, onde percebia um salário de R$ 11.000,00, porém ele havia aberto uma conta na Suíça onde tinha 30 milhões de euros, além de um patrimônio avaliado em R$ 11.000.000,00. Levantou-se suspeitas que todo este dinheiro havia vindo de corrupção na estatal durante a construção do Rodoanel Mário Covas. Isso não foi provado, porém a família não consegue provar de onde veio o patrimônio. O herdeiro de Manfred, Andreas Von Richthofen, usufrui do dinheiro em Zurique, na Suíça, onde reside atualmente. A irmã dele, Suzane von Richthofen, encontra-se em regime aberto.

### Sistema de Ajuda ao Usuário

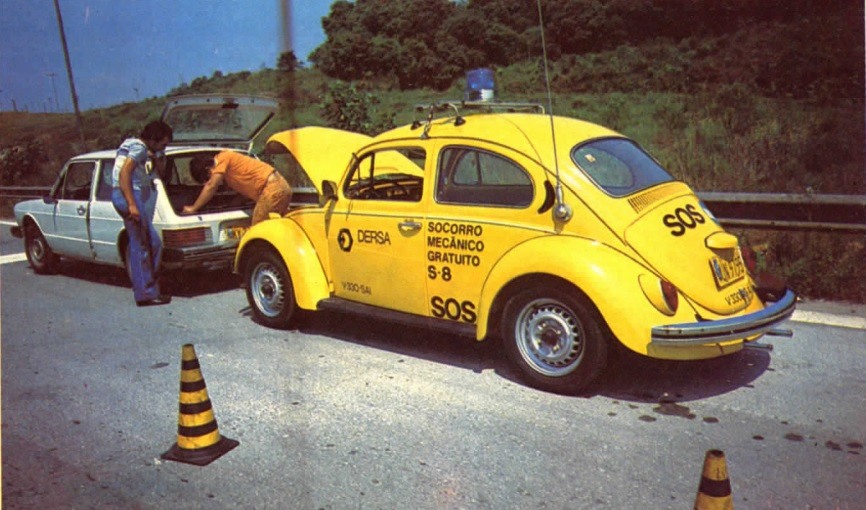
Veículo do SAU-Dersa, 1988.

A Dersa foi a primeira operadora de rodovias do Brasil e da América Latina a implementar um sistema de ajuda aos usuários de suas rodovias. Implementado em 23 de janeiro de 1976, na Rodovia Anchieta, o Sistema de Ajuda ao Usuário (SAU) era formado por duzentos telefones de emergência, seis ambulâncias, seis caminhões-guincho, duas oficinas móveis e 50 viaturas de policiamento para atuação em casos de emergência, prestando serviços de guincho, socorro mecânico e primeiros socorros, de forma gratuita.
Atualmente, a DERSA é considerada a melhor empresa estatal para administração de rodovias,[carece de fontes?] administrava também as travessias entre Santos e Guarujá, São Sebastião e Ilhabela, Iguape e Cananéia e Guarujá e Bertioga. Na travessia de São Sebastião para Ilhabela, opera com uma balsa com capacidade para 100 veículos, contando com um serviço de reserva de travessia com hora marcada.

### Liquidação
No dia 14 de setembro de 2019 foi publicada no Diário Oficial do Estado a lei que autorizava a liquidação da estatal pelo então governador do Estado João Dória e as travessias de balsa foram transferidas a Secretaria de Logística e Transportes.

## Rodovias
- Rodovia Caminho do Mar
- Rodovia Hélio Smidt - trecho
- Rodoanel Mário Covas (Trecho Norte) - a ser construído

### Travessias litorâneas
Baixada Santista
- Travessia Santos-Guarujá
- Travessia Santos-Vicente de Carvalho
- Travessia Guarujá-Bertioga

Litoral Norte
- Travessia São Sebastião-Ilhabela

Litoral Sul
- Travessia Iguape-Juréia
- Travessia Cananéia-Ilha Comprida
- Travessia Cananéia-Ariri
- Travessia Cananéia-Continente

## Embarcações

### Balsas
Em Uso
| Designação           | Imagem | Capacidade                    | Construção | Travessia em que Opera |                                                                                  |  |
| -------------------- | --- | ----------------------------- | ---------- | ---------------------- | -------------------------------------------------------------------------------- |  |
| FB-05                | | 28 Veículos e 161 passageiros | 1968       | São Sebastião/Ilhabela |                                                                                  |  |
| FB-05                | Construída com sucata de equipamentos da 2ª Guerra Mundial. Possuía cobertura para os carros (assim como as FB-12 e FB-21, que já foram retiradas). Foi totalmente reformada em Sta Catarina em 2014. Foi reformada em 2018 | 28 Veículos e 161 passageiros | 1968       | São Sebastião/Ilhabela |                                                                                  |  |
| FB-10                | | 31 Veículos e 200 Passageiros | 1965       | Santos/Guarujá         | Teve sua capacidade reduzida de 36 para 31 veículos quando foi reformada em 2024 |  |
| FB-10                | Foi totalmente reformada em Sta Caratina em 2014. Após à reforma ficou idêntica às FB 11, 18 e 20. Foi reformada em 2018 | 31 Veículos e 200 Passageiros | 1965       | Santos/Guarujá         |                                                                                  |  |
| FB-11                | | 36 Veículos e 200 passageiros | 1965       | São Sebastião/Ilhabela |                                                                                  |  |
| FB-11                | Foi totalmente reformada em Sta Catarina em 2014, sendo entregue em dezembro. Agora possui casco na forma de catamarã e 4 motores Caterpillar C7 de 250 hp cada um. Idêntica às atuais FB-10 e 18. Foi reformada em 2019 | 36 Veículos e 200 passageiros | 1965       | São Sebastião/Ilhabela |                                                                                  |  |
| FB-12                | | 28 Veículos                   | 1969       | Cananéia/Ilha Comprida |                                                                                  |  |
| FB-12                | Foi totalmente reformada em Sta Catarina em 2014. Reformada em 2019 | 28 Veículos                   | 1969       | Cananéia/Ilha Comprida |                                                                                  |  |
| FB-13                | | 17 Veículos e 67 passageiros  | 1967       | Iguape/Juréia          |                                                                                  |  |
| FB-13                | Diferente da maioria das balsas, a FB-13 atraca de lado, ficando os carros na transversal. | 17 Veículos e 67 passageiros  | 1967       | Iguape/Juréia          |                                                                                  |  |
| FB-14                | | 30 Veículos e 91 passageiros  | 1966       | Cananeia/Ilha Comprida |                                                                                  |  |
| FB-14                | |                               |            |                        |                                                                                  |  |
| FB-15                | | 20 Veículos e 96 Passageiros  | 1969       | Santos/Guarujá         | Teve sua capacidade reduzida de 24 para 20 veículos depois da reforma            |  |
| FB-15                | Balsa modernizada em 2024 | 20 Veículos e 96 Passageiros  | 1969       | Santos/Guarujá         |                                                                                  |  |
| FB-16                | | 15 Veículos e 50 passageiros  | 1960       | Santos/Guarujá         | Reformada em 2025                                                                |  |
| FB-16                | |                               |            |                        |                                                                                  |  |
| FB-17                | | 40 Veículos e 160 passageiros | 1974       | Santos/Guarujá         |                                                                                  |  |
| FB-17                | Uma das duas a fazer a travessia mista de veículos,ciclistas e passageiros. Assim como as balsas mais antigas e ainda não reformadas, está equipada com motores Scania DS-11 (no caso 4, com 316 hp cada um). | 40 Veículos e 160 passageiros | 1974       | Santos/Guarujá         |                                                                                  |  |
| FB-18                | | 32 Veículos e 244 Passageiros | 1974       | Santos/Guarujá         | Teve a capacidade reduzida de 40 para 32 Veículos.                               |  |
| FB-18                | Totalmente reformada em Sta Catarina em 2014. Após a reforma ficou idêntica às FB-10 e 11. Foi reformada em 2019 | 32 Veículos e 244 Passageiros | 1974       | Santos/Guarujá         |                                                                                  |  |
| FB-19                | | 55 Veículos e 220 passageiros | 1979       | Santos/Guarujá         |                                                                                  |  |
| FB-19                | Teve a capacidade ampliada de 45 veículos para os 55 atuais no verão de 1990. Retirada de operação em setembro de 2015 para reforma. Retornou às operações em abril de 2016. | 55 Veículos e 220 passageiros | 1979       | Santos/Guarujá         |                                                                                  |  |
| FB-20                | | 39 Veículos                   | 1979       | São Sebastião/Ilhabela |                                                                                  |  |
| FB-20                | Totalmente reformada em Sta Catarina em 2014. Era gêmea da FB-19, mas teve a capacidade, após a reforma em 2014, reduzida pra 39 veículos, ficando idêntica, inclusive nas novas padronagens de desenho de cabine e motorização. | 39 Veículos                   | 1979       | São Sebastião/Ilhabela |                                                                                  |  |
| FB-21                | | 28 Veículos e 170 passageiros | 1979       | Guarujá/Bertioga       |                                                                                  |  |
| FB-21                | Possuía cobertura para os carros (assim como as FB-12, FB-05 e FB-21, que já foram retiradas). Foi totalmente reformada em Sta Catarina em 2014. | 28 Veículos e 170 passageiros | 1979       | Guarujá/Bertioga       |                                                                                  |  |
| FB-25                | | 85 Veículos e 359 passageiros | 2006       | São Sebastião/Ilhabela |                                                                                  |  |
| FB-25                | Maior balsa em operação nas Travessias Litorâneas da DERSA. Foi construída, assim como a FB-23, pela empresa TWB. Está equipada com 4 motores Scania DI-12 de 409 hp cada um. | 85 Veículos e 359 passageiros | 2006       | São Sebastião/Ilhabela |                                                                                  |  |
| FB-26                | | 32 Veículos e 96 passageiros  | 2012       | Santos/Guarujá         |                                                                                  |  |
| FB-26                | Primeira das 5 novas balsas compradas pela DERSA em 2012, fazendo parte do plano de modernização das Travessias Litorâneas. Entregue e agosto de 2012. Também foi a primeira balsa a vir com o novo padrão de pintura, branco com faixas azul e cinza. Possui casco na forma de catamarã e é equipada com 4 motores Caterpillar C7 de 250 hp cada um. | 32 Veículos e 96 passageiros  | 2012       | Santos/Guarujá         |                                                                                  |  |
| FB-27                | | 48 veículos e 216 passageiros | 2013       | Santos/Guarujá         |                                                                                  |  |
| FB-27                | Entregue em março de 2013 (meses depois das FB-26, FB-29 e FB-30), foi construída em Manaus - AM. Assim como outras das mais modernas balsas em operação, tem o caso na forma de catamarã e é equipada com 4 motores Caterpillar C12 de 340 hp cada um.                                                                                               | 48 veículos e 216 passageiros | 2013       | Santos/Guarujá         |                                                                                  |  |
| FB-28                | | 65 Veículos e 162 passageiros | 2013       | São Sebastião/Ilhabela |                                                                                  |  |
| FB-28                | Entregue em abril de 2013, sendo, com exceção das balsas revitalizadas, a mais nova de todo o sistema de travessia de veículos. É praticamente gêmea da FB-27. Assim como outras das mais modernas balsas em operação, tem o caso na forma de catamarã e é equipada com 4 motores Caterpillar C12 de 340 hp cada um.                                  | 65 Veículos e 162 passageiros | 2013       | São Sebastião/Ilhabela |                                                                                  |  |
| FB-29                | | 40 Veículos e 140 passageiros | 2012       | São Sebastião/Ilhabela |                                                                                  |  |
| FB-29                | |                               |            |                        |                                                                                  |  |
| FB-30                | | 56 Veículos e 320 passageiros | 2012       | São Sebastião/Ilhabela |                                                                                  |  |
| FB-30                | |                               |            |                        |                                                                                  |  |
| FB-Ribeira           | | 11 Veículos e 90 Passageiros  | 1960       | Cananéia/Continente    |                                                                                  |  |
| FB-Ribeira           | |                               |            |                        |                                                                                  |  |
| FB-ENG.CLÁUDIO LEITE | | 60 Veículos                   | 2006       | Santos/Guarujá         |                                                                                  |  |
| FB-ENG.CLÁUDIO LEITE | Primeira embarcação a ter seu casco construído na forma de catamarã. Reformada em 2014.Antiga FB-24, foi rebatizada em 2021... | 60 Veículos                   | 2006       | Santos/Guarujá         |                                                                                  |  |
| FB-Valda 2           | | 36 Veículos e 260 passageiros | 1962       | São Sebastião/Ilhabela |                                                                                  |  |
| FB-Valda 2           | |                               |            |                        |                                                                                  |  |
| Angelis              | |                               |            | Guarujá/Bertioga       | Balsa Rebocadora                                                                 |  |
| Angelis              | |                               |            |                        |                                                                                  |  |
| Marfort              | |                               |            | Guarujá/Bertioga       | Balsa rebocadora                                                                 |  |
| Marfort              | |                               |            |                        |                                                                                  |  |
| Marcolino            | |                               |            | Cananéia/Continente    | Balsa rebocadora                                                                 |  |
| VII                  | |                               |            | Iguape/Juréia          | Balsa rebocadora                                                                 |  |

Desativadas
| Designação  | Imagem | Capacidade                   | Construção   | Travessia em que Opera                |                                                     |  |
| ----------- | --- | ---------------------------- | ------------ | ------------------------------------- | --------------------------------------------------- |  |
| FB-01       | | 24 Carros                    | 1930         | Santos/Guarujá São Sebastião/Ilhabela |                                                     |  |
| FB-01       | Primeira embarcação das travessias, inaugurou Santos/Guarujá e São Sebastião/Ilha Bela. Possuía capacidade originalmente para 8 carros, depois aumentada para 16, e depois 24. Nos últimos anos de operação, voltou á Santos, onde possuía cobertura para os carros (assim como as FB-05 e FB-21, que já foram retiradas). | 24 Carros                    | 1930         | Santos/Guarujá São Sebastião/Ilhabela |                                                     |  |
| FB-02       | | 24 Veículos                  |              | Santos/Guarujá                        |                                                     |  |
| FB-02       | Originalmente possuía capacidade para 8 veículos, depois aumentada para 16, e depois para 24. Desativada em 2012, foi substituída pela FB-26. | 24 Veículos                  |              | Santos/Guarujá                        |                                                     |  |
| FB-03       | | 7 Carros                     |              | Santos/Guarujá                        |                                                     |  |
| FB-03       | |                              |              |                                       |                                                     |  |
| FB-04       | | 16 Carros                    |              | Santos/Guarujá                        |                                                     |  |
| FB-04       | |                              |              |                                       |                                                     |  |
| FB-06       | | 20 Carros                    |              | Santos/Guarujá                        |                                                     |  |
| FB-06       | |                              |              |                                       |                                                     |  |
| FB-07       | | 20 Carros                    |              | Santos/Guarujá                        |                                                     |  |
| FB-07       | |                              |              |                                       |                                                     |  |
| FB-08       | | 20 Carros                    |              | Santos/Guarujá                        |                                                     |  |
| FB-08       | |                              |              |                                       |                                                     |  |
| FB-09       | |                              | 1962         | Santos/Guarujá                        |                                                     |  |
| FB-09       | Irmã das FB-10 e FB - 11. Essa balsa naufragou fazendo um translado do Guarujá SP para o Rio de Janeiro para troca dos motores e propulsores. |                              | 1962         | Santos/Guarujá                        |                                                     |  |
| FB-22       | |                              | 1976, Itajaí | São Sebastião/Ilhabela                |                                                     |  |
| FB-22       | Naufragou devido ao mau tempo em 1988 quando ia para o estaleiro no Guarujá perto da Ilha Montão de Trigo. |                              | 1976, Itajaí | São Sebastião/Ilhabela                |                                                     |  |
| FB-23       | | 60 Veículos                  | 2004         | Santos/Guarujá                        |                                                     |  |
| FB-23       | Esse ferry boat pertencia a empresa TWB e se chamava TWB-180. Foi construído para alugar ao DERSA mediante uma licitação, uma cláusula no contrato dizia que, no final do contrato o Dersa compraria o equipamento. Foi atualizada em 2014 com a nova pintura azul e branca. Possui 4 motores Scania DI-11. Retirada de operação em janeiro de 2016 para manutenção. Já retornou às operações e não obstante o seu tamanho seja o mesmo que antes da manutenção, está, no momento, com a capacidade restrita a 52 veículos. Desativada em 2017. | 60 Veículos                  | 2004         | Santos/Guarujá                        |                                                     |  |
| FB-Bacharel | | 12 Veículos e 42 Passageiros | 1959         | Santos/Guarujá                        |                                                     |  |
| FB-Cananéia | | 9 Veículos e 35 Passageiros  | 1959         | Cananéia/Continente                   | Foi reformada em 2019,porém foi desativada em 2024. |  |

### Barcas
Em Uso
| Nome         | Imagem | Capacidade                      | Construção | Travessia em que Opera     |                        |
| ------------ | --- | ------------------------------- | ---------- | -------------------------- | ---------------------- |
| Canéu        | | 190 Passageiros                 | 1982       | Cananéia/Ariri             |                        |
| Canéu        | Modernizada e climatizada em 2024                                                                           | 190 Passageiros                 | 1982       | Cananéia/Ariri             |                        |
| Itapema I    | | 185 Passageiros                 | 1982       | Santos/Vicente de Carvalho |                        |
| Itapema I    | Menor lancha do Sistema                                                                                     | 185 Passageiros                 | 1982       | Santos/Vicente de Carvalho |                        |
| LS-02 Sereia | | 370 passageiros e 50 bicicletas | 2012       | São Sebastião/Ilhabela     | Foi reformada em 2025. |
| LS-02 Sereia | Substitui a lancha Cubatão desativada em 2013                                                               | 370 passageiros e 50 bicicletas | 2012       | São Sebastião/Ilhabela     |                        |
| LS-03        | | 370 passageiros e 50 bicicletas | 2013       | São Sebastião/Ilhabela     |                        |
| LS-03        | Substitui a lancha Itapema desativada em 2013. Reformada em 2019.                                           | 370 passageiros e 50 bicicletas | 2013       | São Sebastião/Ilhabela     |                        |
| LS-04        | | 370 passageiros e 50 bicicletas | 2013       | Santos/Vicente de Carvalho |                        |
| LS-04        | Substitui a lancha Piaçaguera desativada em 2014. Reformada em 2019                                         | 370 passageiros e 50 bicicletas | 2013       | Santos/Vicente de Carvalho |                        |
| LS-05        | | 450 Passageiros e 50 bicicletas | 2018       | Santos/Vicente de Carvalho | Foi reformada em 2025. |
| LS-05        | A lancha foi entregue no dia 21/09/2018, está substituindo a lancha LS-01, que pegou fogo em agosto de 2016 | 450 Passageiros e 50 bicicletas | 2018       | Santos/Vicente de Carvalho |                        |
| Paicará      | | 728 Passageiros                 | 1972       | Santos/Vicente de Carvalho |                        |
| Paicará      | É a embarcação de maior capacidade da travessia.                                                            | 728 Passageiros                 | 1972       | Santos/Vicente de Carvalho |                        |

Desativadas
| Nome                  | Imagem | Capacidade                      | Construção   | Travessia em que Opera     |
| --------------------- | --- | ------------------------------- | ------------ | -------------------------- |
| Adhemar de Barros     | | 579 Passageiros                 | 1963         | Santos/Vicente de Carvalho |
| Adhemar de Barros     | Foi substituída pelo catamarã LS-01 passando para a reserva. Desativada. | 579 Passageiros                 | 1963         | Santos/Vicente de Carvalho |
| Cubatão               | | 200 Passageiros                 | Década de 70 | Santos/Vicente de Carvalho |
| Cubatão               | Substituída pela LS-02. Desativada. | 200 Passageiros                 | Década de 70 | Santos/Vicente de Carvalho |
| Embaré                | | 100 Passageiros                 | Década de 70 | Santos/Vicente de Carvalho |
| Embaré                | Desativada em 2013 | 100 Passageiros                 | Década de 70 | Santos/Vicente de Carvalho |
| LS-01 Menina da Praia | | 370 Passageiros e 50 Bicicletas | 2012         | Santos/Vicente de Carvalho |
| LS-01 Menina da Praia | Foi a primeira das 4 novas lanchas tipo catamarã compradas pela DERSA em 2012,fazendo parte do Plano de Modernização das Travessias Litorâneas.A nova lancha é toda fechada e equipada com ar-condicionado,bicicletário,lixeiras,poltronas estofadas com encosto de cabeça,som ambiente e televisão.Construída com fibra resistente a corrosão marinha equipada com 2 motores eletrônicos de baixa rotação que dão maior velocidade a embarcação além da economia no combustível.Também é a primeira a vir com a cor branca e as faixas azul e cinza.O nome Menina da Praia foi escolhido através de voto popular no site do Jornal A Tribuna e em urnas nos terminais de Santos e de Vicente de Carvalho. Em agosto de 2016, foi consumida por um incêndio em um dos motores interrompendo a travessia em mais de 3 horas. | 370 Passageiros e 50 Bicicletas | 2012         | Santos/Vicente de Carvalho |
| Munduba               | | 180 Passageiros                 | 1960         | Cananéia/Ariri             |
| Munduba               | Desativada em 2015 | 180 Passageiros                 | 1960         | Cananéia/Ariri             |
| Piaçaguera            | | 185 Passageiros                 | Década de 60 | Santos/Vicente de Carvalho |
| Piaçaguera            | Desativada em 2014 | 185 Passageiros                 | Década de 60 | Santos/Vicente de Carvalho |
| Valongo I             | | 84 Passageiros                  | 1978         | Cananéia/Ariri             |
| Valongo I             | Embarcação Valongo I estava sendo rebocada para o estaleiro no Guarujá, no trajeto a embarcação se desprendeu de um dos rebocadores e acabou encalhando na ponta da praia norte de Ilha Comprida. Fato esse aconteceu em outubro de 2021 | 84 Passageiros                  | 1978         | Cananéia/Ariri             |